# Bài La Marseillaise của giai cấp công nhân
Bài La Marseillaise của giai cấp công nhân (tiếng Nga: Рабочая Марсельеза, chuyển tự: Rabočaja Marseljeza, IPA: [rɐˈbot͡ɕɪjə mərsʲɪˈlʲjezə]) là một khúc ca cách mạng ca khúc thiết theo giai điệu của La Marseillaise (mặc dù trong nhiều bản thu âm giai điệu không phải là giống hệt nhau, đặc biệt là trước khi điệp khúc). Lời bài hát được tác giả bởi Pyotr Lavrov, xuất bản lần đầu vào ngày 1 tháng 7 năm 1875. Lời bài hát không phải là bản dịch trực tiếp từ tiếng Pháp và rất tinh thần – xã hội chủ nghĩa.
Nó tồn tại cùng với một số phiên bản phổ biến khác, trong số những phiên bản khác như Bài Marseillaise của người lính và một Bài Marseillaise của nông dân.
Quốc ca này đã phổ biến trong Cách mạng Nga năm 1905 và được Chính phủ lâm thời Nga sử dụng làm quốc ca cho đến khi bị lật đổ bởi cuộc Cách mạng Tháng Mười. Nó vẫn được sử dụng bởi Liên Xô trong một thời gian ngắn cùng với Quốc tế ca. Trong cuộc cách mạng 1917, nó được phát ở tất cả các hội đồng công cộng, biểu tình đường phố, các buổi hòa nhạc và các vở kịch.

## Lời hát
| Tiếng Nga | Chuyển tự | Chuyển tự IPA | Tiếng Anh | Dịch sang tiếng Việt |
| Отречемся от старого мира! Отряхнем его прах с наших ног! Нам враждебны златые кумиры; Ненавистен нам царский чертог! Мы пойдём к нашим страждущим братьям, Мы к голодному люду пойдём, С ним пошлём мы злодеям проклятья — На борьбу мы его поведём. Припев: Вставай, подымайся, рабочий народ! Вставай на врагов, брат голодный! Раздайся, крик мести народной! Вперёд! Вперёд! Вперёд! Вперёд! Вперёд! Богачи, кулаки жадной сворой Расхищают тяжёлый твой труд, Твоим потом жиреют обжоры; Твой последний кусок они рвут. Голодай, чтоб они пировали! Голодай, чтоб в игре биржевой Они совесть и честь продавали, Чтоб ругались они над тобой! Припев Тебе отдых — одна лишь могила! Каждый день — недоимку готовь; Царь-вампир из тебя тянет жилы; Царь-вампир пьёт народную кровь! Ему нужны для войска солдаты: Подавай же сюда сыновей! Ему нужны пиры да палаты: Подавай ему крови твоей! Припев Не довольно ли вечного горя? Встанем, братья, повсюду зараз! От Днепра и до Белого моря, И Поволжье, и Дальний Кавказ! На воров, на собак — на богатых! Да на злого вампира-царя! Бей, губи их, злодеев проклятых! Засветись, лучшей жизни заря! Припев И взойдёт за кровавой зарёю Солнце правды и братства людей. Купим мир мы последней борьбою, Купим кровью мы счастье детей. И настанет година свободы, Сгинет ложь, сгинет зло навсегда, И сольются в едино народы В вольном царстве святого труда... | Otrečemsä ot starovo mira! Oträhnem jevo prah s naših nog! Nam vraždebny zlatyje kumiry; Nenavisten nam carskij čertog! My pojdöm k našim stražduščim braťäm, My k golodnomu lüdu pojdöm, S nim pošlöm my zlodejam prokläťä — Na bořbu my jevo poveďöm. Pripev: Vstavaj, podymajsä, rabočij narod! Vstavaj na vragov, brat golodnyj! Razdajsä, krik mesti narodnoj! Vperöd! Vperöd! Vperöd! Vperöd! Vperöd! Bogači, kulaki žadnoj svoroj Rashiščajut täžölyj tvoj trud, Tvoim potom žirejut obžory; Tvoj poslednij kusok oni rvut. Golodaj, čtob oni pirovali! Golodaj, čtob v igre birževoj Oni sovesť i česť prodavali, Čtob rugaliś oni nad toboj! Pripev Tebe otdyh — odna lišj mogila! Každyj denj — nedoimku gotovj; Cař-vampir iz tebä tänet žily; Cař-vampir pjöt narodnuju krovj! Jemu nužny dlä vojska soldaty: Podavaj že süda synovej! Jemu nužny piry da palaty: Podavaj jemu krovi tvojej! Pripev Ne dovoľno li večnovo gorä? Vstanem, braťä, povsüdu zaraz! Ot Dnepra i do Belovo morä, I Povolžje, i Daľnij Kavkaz! Na vorov, na sobak — na bogatyh! Da na zlogo vampira-carä! Bej, gubi ih, zlodejev proklätyh! Zasvetiś, lučšej žizni zarä! I vzojdöt za krovavoj zaröju Solnce pravdy i bratstva lüdej. Kupim mir my poslednej bořboju, Kupim krovjü my sčasťe detej. I nastanet godina svobody, Sginet ložj, sginet zlo navsegda, I soľütsä v jedino narody V voľnom carstve svätovo truda... | [ɐtrʲɪˈt͡ɕemsʲə ɐt‿ˈstarəvə ˈmʲirə] [ɐtrʲɪxˈnʲem (j)ɪˈvo prax s‿ˈnaʂɨx nok] [nam vrɐʐˈdʲebnɨ ˈzlatɨje kʊˈmʲirɨ] [ˈnʲenəvʲɪsʲtʲɪn nam ˈt͡sarskʲɪj t͡ɕɪrˈtok] [mɨ pɐjˈdʲɵm k‿ˈnaʂɨm ˈstraʐdʊɕːɪm ˈbratʲjəm] [mɨg‿ɡɐˈlodnəmʊ ˈlʲʉdʊ pɐjˈdʲɵm] [s‿nʲim pɐʂˈlʲɵm mɨ zlɐˈdʲejəm prɐˈklʲætʲjə] [nə bɐrʲˈbu mɨ (j)ɪˈvo pəvʲɪˈdʲɵm] [prʲɪˈpʲef] [fstɐˈvaj ǀ pədɨˈmajsʲə ǀ rɐˈbot͡ɕɪj nɐˈrot] [fstɐˈvaj nə vrɐˈɡof ǀ brad‿ɡɐˈlodnɨj] [rɐzˈdajsʲə ǀ krʲik mʲɪˈsʲtʲi nɐˈrodnəj] [f⁽ʲ⁾pʲɪˈrʲɵt ǀ f⁽ʲ⁾pʲɪˈrʲɵt ǀ f⁽ʲ⁾pʲɪˈrʲɵt ǀ f⁽ʲ⁾pʲɪˈrʲɵt ǀ f⁽ʲ⁾pʲɪˈrʲɵt] [bəɡɐˈt͡ɕi ǀ kʊlɐˈkʲi ˈʐadnəj ˈsvorəj] [rəsxʲɪˈɕːæjʊt tʲɪˈʐolɨj tvoj trut] [tvɐˈim pɐˈtom ˈʐɨrɪjʊt ɐbˈʐorɨ] [tvoj pɐs⁽ʲ⁾ˈlʲedʲnʲɪj kʊˈsok ɐˈnʲi rvut] [ɡəlɐˈdaj ǀ ʂtop ɐˈnʲi pʲɪrɐˈvalʲɪ] [ɡəlɐˈdaj ǀ ʂtop v‿ɪˈɡrʲe bʲɪrʐɨˈvoj] [ɐˈnʲi ˈsovʲɪsʲtʲ i t͡ɕesʲtʲ prədɐˈvalʲɪ] [ʂtop rʊˈɡalʲɪsʲ ɐˈnʲi nət tɐˈboj] [prʲɪˈpʲef] [tʲɪˈbʲe ˈodːɨx ǀ ɐdˈna lʲiʂ mɐˈɡʲilə] [ˈkaʐdɨj dʲenʲ ǀ nʲɪdɐˈimkʊ ɡɐˈtofʲ] [t͡sarʲ vɐm⁽ʲ⁾ˈpʲir ɪs tʲɪˈbʲa ˈtʲænʲɪt ˈʐɨlɨ] [t͡sarʲ vɐm⁽ʲ⁾ˈpʲir p⁽ʲ⁾jɵt nərɐˈnujʊ krofʲ] [(j)ɪˈmu nʊʐˈnɨ dlʲæ vɐjˈska sɐlˈdatɨ] [pədɐˈvaj ʐɨ sʲʊˈda sɨnɐˈvʲej] [(j)ɪˈmu nʊʐˈnɨ pʲɪˈrɨ da pɐˈlatɨ] [pədɐˈvaj (j)ɪˈmu ˈkrovʲɪ tvɐˈjej] [prʲɪˈpʲef] [nʲɪ dɐˈvolʲnə lʲi ˈvʲet͡ɕnəvə ɡɐˈrʲa] [ˈfstanʲɪm ǀ ˈbratʲjə ǀ pɐfˈsʲʉdʊ zɐˈras] [ɐt dʲnʲeprə i də ˈbʲeləvə mɐˈrʲæ] [i pɐˈvolʐje ǀ i ˈdalʲnʲɪj kɐfˈkas] [nə vɐˈrof ǀ nə sɐˈbak ǀ nə bɐˈɡatɨx] [də nə ˈzlovə vɐm⁽ʲ⁾ˈpʲirə t͡sɐˈrʲa] [bʲej ǀ ɡʊˈbʲi ix ǀ zlɐˈdʲe(j)ɪf ˈproklʲɪtɨx] [zəsvʲɪˈtʲisʲ ǀ ˈlut͡ʂʂɨj ˈʐɨzʲnʲɪ zɐˈrʲa] [prʲɪˈpʲef] [i vzɐjˈdʲɵt zə krɐˈvavəj zɐˈrʲɵjʊ] [ˈsont͡sə ˈpravdɨ i ˈbrat͡stvə lʲʉˈdʲej] [ˈkupʲɪm mʲir ɨ pɐs⁽ʲ⁾ˈlʲedʲnʲɪj bɐrʲˈbojʊ] [ˈkupʲɪm ˈkrov⁽ʲ⁾jʊ mɨ ˈɕːæsʲtʲje dʲɪˈtʲej] [i nɐˈstanʲɪt ɡɐˈdʲinə svɐˈbodɨ] [ˈzɡʲinʲɪt loʂ ǀ ˈzɡʲinʲɪt zlo nəfsʲɪɡˈda] [i sɐˈlʲjʉt͡sːə v‿(j)ɪˈdʲinə nɐˈrodɨ] [v‿ˈvolʲnəm ˈt͡sarstvʲe svʲɪˈtovə trʊˈda] | Let us decry the old world! Let's from our feet shake its dirt! To the golden idols foes we are! The imperial palace we abhor! 'Mong the sufferin' brethren we shall proceed, To the hungry people we shall proceed; Together we raise hell with evil-doers, We shall tell 'em to struggle with us! Refrain: Arise, arise! O proletariats! Rise up, O hungry brother, 'gainst the doers! Let's be heard the people's cry for vengeance! Onward! Onward! Onward! Onward! Onward! The mogul, leeches, and greedy clan Deprive Thee of Thy toil labour'd, In Thy sweat the greedy fatten, Thy last piece of bread they shred. Starve and make 'em revel! Starve in the stock market game! Conscience and honour they sell So at Thee they can moan! Refrain For Thee the rest is just the grave Ev'ryday ready is the debt, The Tsar-vampire Thy veins pulleth, And the people's blood drinketh. For army soldiers he needeth, So sacrifice Thy sons! For feasts and halls he needeth, So give him Thy blood! Refrain Is not enough our suffering continu'd? O brothers, rise now from far and wide! From the Dnepr to the White sea, 'Long the Volga, and the Far Kavkaz! To the thieves, dogs and the mogul; Even to the vampire-Tsar of evil! Beat and slay 'em, these damn'd villains! And glow, O dawn of the best life! Refrain Behind the bloody dawn on it goeth Sun of freedom and guild of mankind. Of peace with this last battle we buy, With our blood of the children's joy we buy. In the era of freedom it breaketh, Lies disappear, fore'er the evil vanisheth, And the nations shall as one unite In the free realm of the sacred act... | Hãy để chúng tôi tố cáo thế giới cũ! Hãy để chúng tôi lắc bụi từ chân của chúng tôi! Chúng ta là kẻ thù của những thần tượng vàng, Chúng tôi ghét hoàng cung! Chúng ta sẽ đi giữa những anh em đau khổ, Chúng tôi sẽ đi đến những người đói; Cùng với họ, chúng tôi gửi những lời nguyền của mình cho những kẻ độc ác, Chúng tôi sẽ kêu gọi họ đấu tranh với chúng tôi: Điệp khúc: Hãy đứng lên, vươn lên, người làm việc! Phát sinh chống lại kẻ thù, anh em đói! Hãy nghe người ta khóc để báo thù Phía trước! Phía trước! Phía trước! Phía trước! Phía trước! Người giàu, kẻ bóc lột, đám đông tham lam Làm mất công sức của bạn Trong mồ hôi của bạn, vỗ béo tham lam, Họ xé miếng bánh mì cuối cùng của bạn. Chết đói, để họ ăn mừng Chết đói, trong trò chơi thị trường chứng khoán Họ bán lương tâm và danh dự Để họ có thể rên rỉ về bạn! Điệp khúc Bạn còn lại chỉ là ngôi mộ Mỗi ngày nợ đã sẵn sàng, Ma cà rồng lấy ra tĩnh mạch của bạn, Ma cà rồng uống máu của người dân. Anh ta cần cho những người lính quân đội, Vì vậy, từ bỏ con trai của bạn! Anh ấy cần lễ hội và hội trường, Vì vậy, cho anh ta máu của bạn! Điệp khúc Là đau khổ vĩnh cửu không đủ? Chúng ta hãy đứng lên, anh em, ở khắp mọi nơi ngay bây giờ! Từ Dnepr đến Biển Trắng, Dọc theo Volga, và Caavus xa! Để kẻ trộm, những con chó – người giàu Và cả ma cà rồng độc ác – Sa hoàng! Đánh bại, giết chúng, những kẻ hung ác chết tiệt! Mặt trời, bình minh của cuộc sống tốt nhất! Điệp khúc Và nó đi đằng sau bình minh đẫm máu Mặt trời tự do và tình anh em của nhân loại. Chúng tôi mua hòa bình với cuộc chiến cuối cùng này, Với máu của chúng tôi, chúng tôi mua hạnh phúc của trẻ em. Và nó phá vỡ trong kỷ nguyên của tự do, Nó giải quyết được lời nói dối rằng xấu xa mãi mãi, Đoàn kết và đấu tranh của các dân tộc Trong vương quốc tự do của công việc thiêng liêng... |